# Споменик у Грделици

Каменом ко руком 
сви ко један 
сунцу слободе 
								                 
даровасмо будућност.
Са десне стране испред споменика постављена је плоча са именима патриота у Другом светском рату.
Из књиге Спомен обележја у Лесковачком крају

24.март - 10.јун 1999.